# Casper Harding
Casper Harding Rasmussen (bedre kendt som Spørg Casper) (født 20. januar 1992) er en fynsk Youtuber, tonemester og skuespiller som har studeret på og dimitteret fra 18 Frames' treårige filmuddannelse.
Harding er mest kendt for sin satireprægede Youtube-kanal, ved navn Spørg Casper som startede i 2012, og for sin medvirken i de nyere KiMs reklamer, hvor han spiller Jørgens ukendte søn, som nu har overtaget firmaet.
Casper også medvirket i to tv-serier; Hedensted High og Verden Ifølge Snake. Casper Harding har også en sekundær kanal kaldet Casper Harding. På denne kanal uploadede han dagligt videoer fra sin hverdag i 365 dage. Casper Harding stoppede med at lave daglige videoer den 11. marts 2017, men begyndte igen i juli 2017.
Han laver oftest udfordringer på sin kanal, hvor han for eksempel spiser en række atypiske eller ulækre ting, eller hvor han spiller computerspil.
Som tonemester har Casper Harding blandt andet arbejdet på programmerne Kongerne af Marielyst, Kongerne af Rømø, Kongerne - Helt til hest og Big Brother 2014.
Han har også en kanal sammen med sin kæreste, der hedder Cap & Lejbe. Den har 47.200 abonnenter. Deres mest populære video hedder “DANMARKS BEDSTE IMPOSTER | Among Us”
Han har også lavet musik, mest kendt er sangen "Homo (feat. Rasmus Paludan)" om Paludans seksualitet, og "Remoulade (feat. Dennis Okkerstrøm og Futte Fynbo)", der er en parodi på Albert Dyrlunds sang "Vafler".
Casper har også haft en birolle i DRs BaseBoys sæson 2, som Fritz Powder.
I 2022 udkom dokumentaren ingen kender Casper. Dokumentaren er et portræt af Casper gennem ni år. Dokumentaren er filmet og instrueret af René Odgaard. I dokumentaren følger man spørg Casper projektet fra den spæde start og til at Spørg Casper blev en af de mest kendte YouTubere i Danmark.

## Diskografi
- "Homo" (feat. Rasmus Paludan)
- "Finger I Nums" (feat. BJ Kongen) (2018)
- "Dansevisen" (feat. BJ Kongen) (2019)
- "Vores Sang Om Mobning" Spørg Casper & BJ Kongen, (feat. StupidAagaards) (2015)
- "På McDonalds Igen" (feat. Futte)
- "Remoulade" (feat. Dennis Okkerstrøm og Futte Fynbo) (2019)
- "Min Sang Til Louise" (feat. Lyn Allan) (2013)
- "Min Sang Til Louise" (Akustisk/Unplugged) version (feat. Lyn Allan & Spørg Casper) (2013)
- "Den Anden Side" (feat. Lyn Allan & Spørg Casper)
- "Sving Den" (feat. PornoPer) (2021)
- "Outro", Spørg Casper (feat. Dj Bænkebider (2019)
- "Utro", Spørg Casper (feat. Dj Bænkebider (2019)
- "Ligesom Alle De Andre" Rosenkjær & Harding - Ligesom Alle De Andre (Prod. Rosenkjær), (feat. Rosenkjær)
- "Bagerst i Bussen" Rosenkjær & Harding - Bagerst i Bussen (Prod. Rosenkjær), (feat. Rosenkjær)
- "Julemanden" (feat. Guld Dennis)
- "Sodadisco" Mika & Tobias (feat. Spørg Casper)
- "Min sang om LAN" (feat. Jens Peter & Spørg Casper)
- "Ned Træsko"
- "Politi Tilhold"
- "Min Sang Om Monster" (2014)
- "Jeg er på Vej"
- "Hold Dig Væk" (feat. Spørg Casper)
- "Sangen til BlaabaeriKarry"
- "Burger Sang" (feat. Spørg Casper)
- "Burger Sangen" (feat. Spørg Casper)
- "Peter Nord er Bøs" - Casper Freestyle, (feat. Spørg Casper)
- "Pokémon Go I Virkeligheden" (feat. Spørg Casper)
- "Jeg er ikke grim!" 2014 RMX, Spørg Casper, (feat. Spørg Casper) (2014)
- "Sonnys Verden" (feat. Spørg Casper)
- ”Hæmoride”
- “Fanget igen [Noia Sang]”

## Filmografi
Casper Harding har medvirket til produktionen af følgende film, der primært er kortfilm. Hans bidrag er primært på lydsiden som lyddesigner, tonemester etc.
- Hedensted High (2015, skuespiller)
- Øjeblikket (2015, instruktør, manuskript og klipper)
- Corporate Communication (2013)
- Blodbrødre (2013)
- We Are Human After All (2012)
- Serio (2012)
- På tredjedagen (2012)
- Bølger af tid (2012)
- Forårsminder (2012)
- Drengetur (2012)
- Skavengers (2012)
- Kenned (2012)
- The Last Demon Slayer (2011)
- Ronnie ser på stjernerne (2010)
- BaseBoys sæson 2, (2018) - Fritz, Fritz Powder
- GG Horsens (2019-2021) - T-Dog

### Tv-serier
| År        | Title      | Rolle/Job                    | Note(r)                            |
| --------- | ---------- | ---------------------------- | ---------------------------------- |
| 2015      | Øjeblikket | Skuespiller,                 | Instruktør, manuskript og klipper  |
| 2018      | BaseBoys   | Fritz, Fritz Powder, Sæson 2 | DR Ultra                           |
| 2019-2021 | GG Horsens | T-Dog                        | TV-Syd, TV2 Østjyllando og YouTube |
| 2021      | Panik      | Niels                        | Youtube serie på TV2 Østjylland    |
| 2022      | Helt Ny    | Casper                       | DR Ultra                           |

### Web, video, film & kortfilm
| År   | Title                      | Rolle/Job             | Note(r)             |
| ---- | -------------------------- | --------------------- | ------------------- |
| 2010 | Ronnie ser på stjernerne   | Klipper               | Kortfilm            |
| 2011 | The Last Demon Slayer      | Klipper               | Film                |
| 2012 | We Are Human After All     | Klipper               | Kortfilm            |
| 2012 | Serio                      | Klipper               | Kortfilm            |
| 2012 | På tredjedagen             | Klipper               | Kortfilm            |
| 2012 | Bølger af tid              | Klipper               | Kortfilm            |
| 2012 | Forårsminder               | Klipper               | Kortfilm            |
| 2012 | Drengetur                  | Klipper               | Kortfilm            |
| 2012 | Skavengers                 | Klipper               | Film                |
| 2012 | Kenned                     | Klipper               | Kortfilm            |
| 2013 | Corporate Communication    | Klipper               | Film                |
| 2013 | Blodbrødre                 | Klipper               | Film                |
| 2021 | Space Jam 2 - A New Legacy | Morty, (dansk stemme) | Film, dansk version |